# Plectrocnemia triangularis
Plectrocnemia triangularis is een fossiele soort schietmot uit de familie Polycentropodidae.